# Gran Premio del Canada
Il Gran Premio del Canada (in inglese Canadian Grand Prix; in francese Grand Prix du Canada) è una gara automobilistica di Formula 1, valida quale prova del Campionato mondiale di Formula 1 dal 1967. La gara si corre sul Circuito di Montréal, sull'isola artificiale di Notre-Dame.
Nel 2001 ha ottenuto il Race Promoters' Trophy da parte della Formula One Management quale gran premio meglio organizzato della stagione.
Nel 2005 il Gran Premio del Canada è stato la gara di Formula 1 più vista del mondo. La gara è stato il terzo evento sportivo più visto in televisione nell'anno, dietro alla finale del Super Bowl e quella della Champions League.

## Storia

### L'era prima della Formula 1
Il primo evento con tale nome venne organizzato nel 1961 quale prova del Canadian Sports Car Championship e si tenne sul Circuito di Mosport. In tale gara parteciparono vari piloti di grande esperienza internazionale. Per le prime stagioni la vittoria venne sempre conquistata da piloti con esperienze in Formula 1, o comunque da piloti che successivamente avrebbero corso nella massima serie. Nel 1966 l'evento fece parte del Canadian-American Challenge Cup e venne vinto dal pilota statunitense Mark Donohue. La F1 fece entrare l'evento nel suo calendario mondiale l'anno seguente, anche se sia la CSCC che la Can-Am continuarono a utilizzare il circuito di Mosport per ospitare loro gare.

### L'alternanza con Sainte-Jovite
Nel 1968 e 1970 la gara venne ospitata su un diverso circuito, quello di Sainte-Jovite. Nell'edizione del 1973 fece la sua prima apparizione la vettura di sicurezza. Eppie Wietzes guidò una Porsche 914 gialla. Wietzes si posizionò per errore davanti a Howden Ganley della Iso-Marlboro, consentendo così a diversi piloti, tra cui il vincitore Peter Revson, di guadagnare un giro. In quel gran premio Jody Scheckter, per la prima volta in una gara valida per il mondiale di F1, guidò una vettura col numero zero.
Una prima interruzione del gran premio si ebbe nel 1975: i costruttori non trovarono l'accordo con gli organizzatori per il rimborso delle spese.

### L'arrivo a Montréal
A partire dal 1978 la gara si corre sul circuito di Montréal, sull'isola di Notre-Dame, costruita per l'Expo 1967; quell'anno vinse, su Ferrari, l'eroe locale Gilles Villeneuve, a cui il circuito è stato dedicato poche settimane dopo la morte, avvenuta nel 1982 durante le prove del Gran Premio del Belgio. Finora è l'unica vittoria per un pilota di casa in questo gran premio, da quando questo fa parte del mondiale di F1. Proprio l'edizione del 1982 fu funestata dalla morte del giovane pilota italiano Riccardo Paletti, che in partenza tamponò Didier Pironi.
Una seconda interruzione nello svolgimento della gara si verificò nel 1987 a causa di una disputa fra due sponsor locali, la Labatt e la Molson, entrambe ditte produttrici di birra. La Molson offrì di sponsorizzare la sostituzione della gara di F1 con una valida per l'IndyCar.
Nel Gran Premio del Canada 1995 il ferrarista Jean Alesi conquistò la sua unica vittoria in F1, nel giorno del suo 31º compleanno. Da notare, a questo proposito, che oltre a lui e a Gilles Villeneuve, altri piloti hanno ottenuto la loro prima vittoria in F1 sul circuito di Montréal: Thierry Boutsen nel 1989; Lewis Hamilton nel 2007; Robert Kubica nel 2008 e Daniel Ricciardo nel 2014. Nel 1997 la gara venne caratterizzata da un grave incidente a Olivier Panis, sulla sua Prost si verificò il cedimento della sospensione posteriore destra: il francese finì violentemente contro il muro riportando la frattura di entrambe le gambe. Entrò in pista la Safety Car, ma dopo due giri la gara viene sospesa. Dieci anni dopo il gran premio fu teatro di un altro grave incidente, senza conseguenze, che coinvolse Robert Kubica della BMW Sauber. La vettura si schiantò contro un muretto e carambolò per diversi metri sul tracciato.
Nell'edizione del 2001, per la prima volta nella storia della F1, due fratelli conquistarono i primi due gradini del podio: Ralf e Michael Schumacher giunsero primo e secondo.

### L'interruzione del 2009 e la lunga gara del 2011
Anche l'edizione del 2009 non venne organizzata. Il 7 ottobre 2008 il gran premio venne escluso dal calendario presentato dalla FIA. In realtà la gara era stata prevista in una prima bozza presentata nel giugno dello stesso anno, da tenersi il 7 giugno 2009, data poi attribuita al Gran Premio della Turchia.

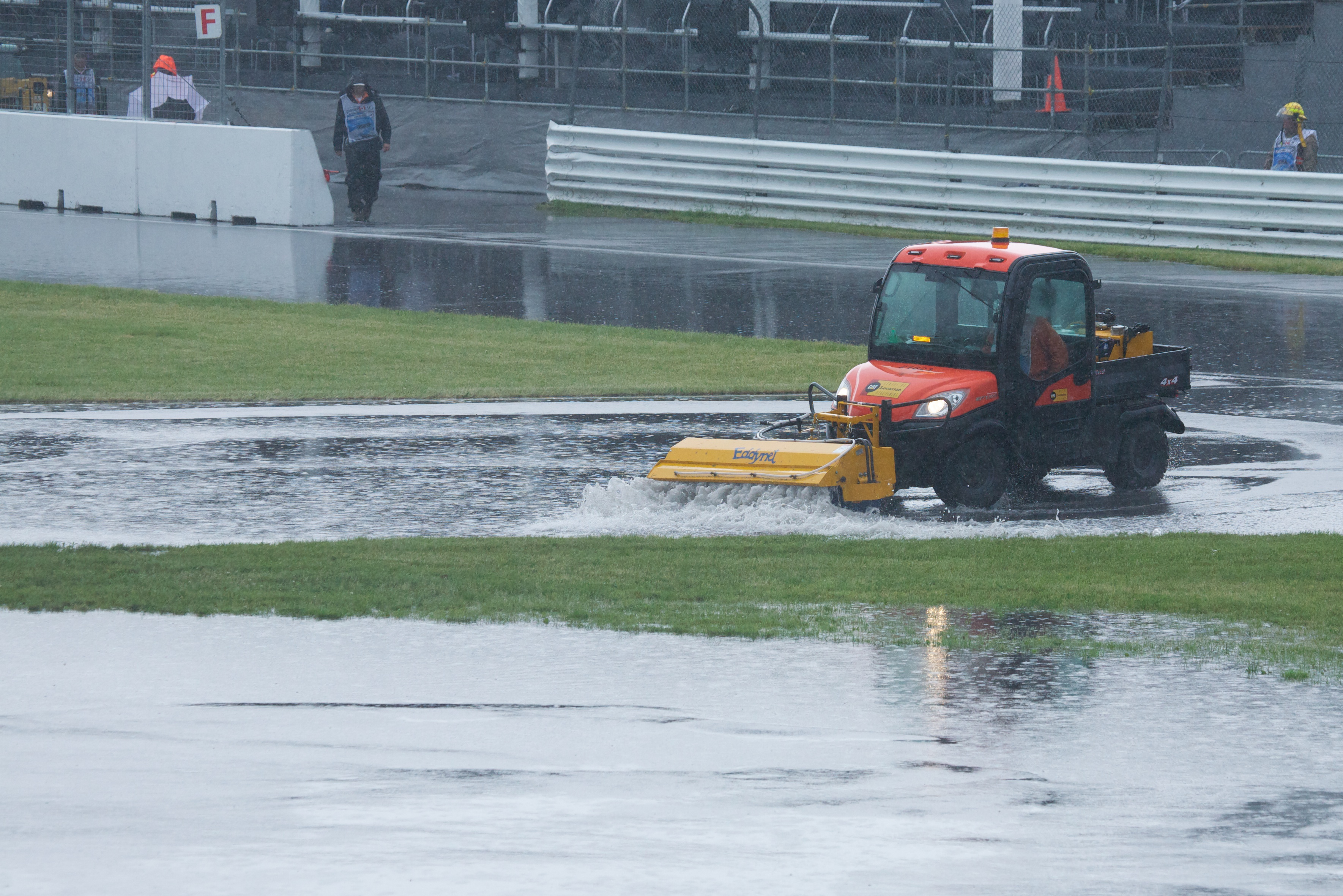
Steward al lavoro per asciugare la pista durante l'edizione 2011, caratterizzata da una forte pioggia.

Durante il Gran Premio d'Australia 2009 venne ventilata l'ipotesi di un rientro nel calendario della gara nel caso in cui il tracciato di Abu Dhabi non fosse stato preparato in tempo. Il 26 aprile 2009 SPEED Channel riportò la notizia secondo cui Bernie Ecclestone affermava la volontà di riportare la gara nel calendario, a patto che il tracciato venisse riammodernato.
Il 29 agosto la BBC annunciò una prima bozza per il calendario del 2010 che prevedeva il ritorno del gran premio il 6 giugno 2010, anche se lo stesso veniva considerato come da confermare. In seguito la data venne posposta al 13 giugno.
Il 27 novembre gli organizzatori annunciarono il raggiungimento di un accordo con la FOM per la firma di un contratto di cinque anni. Con tale accordo il governo canadese s'impegna a pagare 15 milioni di dollari canadesi all'anno per ospitare la gara, contro i 35 chiesti inizialmente da Ecclestone.
Nel 2011 la gara è stata vinta da Jenson Button su McLaren-Mercedes. La corsa, caratterizzata da una sospensione causata dalla pioggia, è stata la più lunga della storia della Formula 1 (con 4h4'39"537, tempo comprensivo della sosta), nonché quella con la velocità media più bassa (74,864 km/h). Rappresenta un record anche l'entrata della safety car per ben sei volte. Nel 2012 la gara è stata vinta da Lewis Hamilton (McLaren-Mercedes), davanti a Romain Grosjean (Lotus) e a Sergio Perez (Sauber). Nel 2013 e 2014 due vittorie Red Bull, rispettivamente con Vettel e Ricciardo. Nel 2015 Lewis Hamilton, passato alla Mercedes, conquista la sua quarta vittoria a Montreal, ripetendosi poi nelle due edizioni successive, quella 2016, e quella 2017, dove nell'occasione raggiunge il numero di pole position (65) del suo idolo, Ayrton Senna.
L'edizione del 2023 viene messa a rischio per l'allarme della qualità dell'aria a Montréal a causa degli incendi che flagellano il Québec. La regione canadese è stata funestata dagli incendi boschivi, aumentati in maniera importante nelle ultime settimane, fino a raggiungerne 150 attivi. I venti settentrionali hanno spinto il denso fumo verso il sud della regione, rendendo l'aria irrespirabile per i cittadini e creando una cappa nelle adiacenze del circuito. Il governo, tuttavia, rassicura il regolare svolgimento del Gran Premio, che verrà poi disputato senza problemi. L'edizione del 2025 ha stabilito un record di 352 000 spettatori durante il weekend di gara, battendo il record di 350 000 spettatori registrato nell'edizione precedente del 2024. Nella stagione 2026 il Gran Premio ospita per la prima volta una delle sei Sprint del campionato.

## Le denominazioni ufficiali
- Pepsi Cola Canadian Grand Prix 1961–1966
- Player's Grand Prix of Canada 1967, 1969
- Player's Grand Prix 1968
- Player's Grand Prix Canada 1970–1971
- Labatt's Canadian Grand Prix 1972–1974, 1976–1977
- Grand Prix du Canada 1978, 2004–2008, 2010–2017
- Grand Prix du Canada Labatt 1979
- Grand Prix Labatt du Canada  1980–1986
- Molson Grand Prix du Canada 1988
- Grand Prix Molson du Canada 1989–1996
- Grand Prix Player's du Canada 1997–1998
- Grand Prix Air Canada 1999–2003
- Grand Prix Heineken du Canada 2018
- Pirelli Grand Prix du Canada 2019, 2023, 2025
- AWS Grand Prix du Canada 2022, 2024

A causa della legislazione canadese sul tabacco, che proibisce ogni forma di pubblicità, il gran premio venne inizialmente rimosso dal calendario per la stagione 2004. Gli organizzatori però furono capaci di trovare i fondi necessari per allestire la gara che rientrò così nel calendario iridato.
Sempre a causa di tale legislazione nel 2011 venne ventilata la possibilità che la livrea della Renault R31, che ricorda quella di una marca di sigarette (John Player Special), sarebbe potuta incorrere nella violazione di tali particolari leggi del Canada, e quindi sarebbe dovuta essere sostituita per questa gara. Tuttavia, dopo una serie di incontri con il Ministero della sanità del Québec è stata confermata la livrea adottata in tutti gli altri gran premi della stagione.

## Albo d'oro
Le edizioni indicate con sfondo rosa non appartenevano al Campionato mondiale di Formula 1.

| Anno | Circuito       | Pilota             | Vettura             | Resoconto     |
| ---- | -------------- | ------------------ | ------------------- | ------------- |
| 1961 | Mosport        | Peter Ryan         | Lotus-Climax        | Resoconto     |
| 1962 | Mosport        | Masten Gregory     | Lotus-Climax        | Resoconto     |
| 1963 | Mosport        | Pedro Rodríguez    | Ferrari             | Resoconto     |
| 1964 | Mosport        | Pedro Rodríguez    | Ferrari             | Resoconto     |
| 1965 | Mosport        | Jim Hall           | Chaparral-Chevrolet | Resoconto     |
| 1966 | Mosport        | Mark Donohue       | Lola-Chevrolet      | Resoconto     |
| 1967 | Mosport        | Jack Brabham       | Brabham-Repco       | Resoconto     |
| 1968 | Mont-Tremblant | Denny Hulme        | McLaren-Ford        | Resoconto     |
| 1969 | Mosport        | Jacky Ickx         | Brabham-Ford        | Resoconto     |
| 1970 | Mont-Tremblant | Jacky Ickx         | Ferrari             | Resoconto     |
| 1971 | Mosport        | Jackie Stewart     | Tyrrell-Ford        | Resoconto     |
| 1972 | Mosport        | Jackie Stewart     | Tyrrell-Ford        | Resoconto     |
| 1973 | Mosport        | Peter Revson       | McLaren-Ford        | Resoconto     |
| 1974 | Mosport        | Emerson Fittipaldi | McLaren-Ford        | Resoconto     |
| 1975 | Non disputato  | Non disputato      | Non disputato       | Non disputato |
| 1976 | Mosport        | James Hunt         | McLaren-Ford        | Resoconto     |
| 1977 | Mosport        | Jody Scheckter     | Wolf-Ford           | Resoconto     |
| 1978 | Montréal       | Gilles Villeneuve  | Ferrari             | Resoconto     |
| 1979 | Montréal       | Alan Jones         | Williams-Ford       | Resoconto     |
| 1980 | Montréal       | Alan Jones         | Williams-Ford       | Resoconto     |
| 1981 | Montréal       | Jacques Laffite    | Ligier-Matra        | Resoconto     |
| 1982 | Montréal       | Nelson Piquet      | Brabham-BMW         | Resoconto     |
| 1983 | Montréal       | René Arnoux        | Ferrari             | Resoconto     |
| 1984 | Montréal       | Nelson Piquet      | Brabham-BMW         | Resoconto     |
| 1985 | Montréal       | Michele Alboreto   | Ferrari             | Resoconto     |
| 1986 | Montréal       | Nigel Mansell      | Williams-Honda      | Resoconto     |
| 1987 | Non disputato  | Non disputato      | Non disputato       | Non disputato |
| 1988 | Montréal       | Ayrton Senna       | McLaren-Honda       | Resoconto     |
| 1989 | Montréal       | Thierry Boutsen    | Williams-Renault    | Resoconto     |
| 1990 | Montréal       | Ayrton Senna       | McLaren-Honda       | Resoconto     |
| 1991 | Montréal       | Nelson Piquet      | Benetton-Ford       | Resoconto     |
| 1992 | Montréal       | Gerhard Berger     | McLaren-Honda       | Resoconto     |
| 1993 | Montréal       | Alain Prost        | Williams-Renault    | Resoconto     |
| 1994 | Montréal       | Michael Schumacher | Benetton-Ford       | Resoconto     |
| 1995 | Montréal       | Jean Alesi         | Ferrari             | Resoconto     |
| 1996 | Montréal       | Damon Hill         | Williams-Renault    | Resoconto     |
| 1997 | Montréal       | Michael Schumacher | Ferrari             | Resoconto     |
| 1998 | Montréal       | Michael Schumacher | Ferrari             | Resoconto     |
| 1999 | Montréal       | Mika Häkkinen      | McLaren-Mercedes    | Resoconto     |
| 2000 | Montréal       | Michael Schumacher | Ferrari             | Resoconto     |
| 2001 | Montréal       | Ralf Schumacher    | Williams-BMW        | Resoconto     |
| 2002 | Montréal       | Michael Schumacher | Ferrari             | Resoconto     |
| 2003 | Montréal       | Michael Schumacher | Ferrari             | Resoconto     |
| 2004 | Montréal       | Michael Schumacher | Ferrari             | Resoconto     |
| 2005 | Montréal       | Kimi Räikkönen     | McLaren-Mercedes    | Resoconto     |
| 2006 | Montréal       | Fernando Alonso    | Renault             | Resoconto     |
| 2007 | Montréal       | Lewis Hamilton     | McLaren-Mercedes    | Resoconto     |
| 2008 | Montréal       | Robert Kubica      | BMW Sauber          | Resoconto     |
| 2009 | Non disputato  | Non disputato      | Non disputato       | Non disputato |
| 2010 | Montréal       | Lewis Hamilton     | McLaren-Mercedes    | Resoconto     |
| 2011 | Montréal       | Jenson Button      | McLaren-Mercedes    | Resoconto     |
| 2012 | Montréal       | Lewis Hamilton     | McLaren-Mercedes    | Resoconto     |
| 2013 | Montréal       | Sebastian Vettel   | Red Bull-Renault    | Resoconto     |
| 2014 | Montréal       | Daniel Ricciardo   | Red Bull-Renault    | Resoconto     |
| 2015 | Montréal       | Lewis Hamilton     | Mercedes            | Resoconto     |
| 2016 | Montréal       | Lewis Hamilton     | Mercedes            | Resoconto     |
| 2017 | Montréal       | Lewis Hamilton     | Mercedes            | Resoconto     |
| 2018 | Montréal       | Sebastian Vettel   | Ferrari             | Resoconto     |
| 2019 | Montréal       | Lewis Hamilton     | Mercedes            | Resoconto     |
| 2020 | Non disputato  | Non disputato      | Non disputato       | Non disputato |
| 2021 | Non disputato  | Non disputato      | Non disputato       | Non disputato |
| 2022 | Montréal       | Max Verstappen     | Red Bull-RBPT       | Resoconto     |
| 2023 | Montréal       | Max Verstappen     | Red Bull-Honda RBPT | Resoconto     |
| 2024 | Montréal       | Max Verstappen     | Red Bull-Honda RBPT | Resoconto     |
| 2025 | Montréal       | George Russell     | Mercedes            | Resoconto     |

## Statistiche
Le statistiche si riferiscono alle sole edizioni valide per il campionato del mondo di Formula 1 e sono aggiornate al Gran Premio del Canada 2025.

### Vittorie per pilota
| Pos. | Pilota             | Vittorie |
| ---- | ------------------ | -------- |
| 1    | Michael Schumacher | 7        |
| =    | Lewis Hamilton     | 7        |
| 3    | Nelson Piquet      | 3        |
| =    | Max Verstappen     | 3        |
| 5    | Jacky Ickx         | 2        |
| =    | Jackie Stewart     | 2        |
| =    | Alan Jones         | 2        |
| =    | Ayrton Senna       | 2        |
| =    | Sebastian Vettel   | 2        |

### Vittorie per costruttore
| Pos. | Costruttore | Vittorie |
| ---- | ----------- | -------- |
| 1    | McLaren     | 13       |
| 2    | Ferrari     | 12       |
| 3    | Williams    | 7        |
| 4    | Red Bull    | 5        |
| =    | Mercedes    | 5        |
| 6    | Brabham     | 4        |
| 7    | Tyrrell     | 2        |
| =    | Benetton    | 2        |
| 9    | Wolf        | 1        |
| =    | Ligier      | 1        |
| =    | Renault     | 1        |
| =    | BMW Sauber  | 1        |

### Vittorie per motore
| Pos. | Motore        | Vittorie |
| ---- | ------------- | -------- |
| 1    | Ford Cosworth | 12       |
| =    | Ferrari       | 12       |
| 3    | Mercedes      | 11       |
| 4    | Renault       | 6        |
| 5    | BMW           | 4        |
| =    | Honda         | 4        |
| 7    | Honda RBPT    | 2        |
| 8    | Repco         | 1        |
| =    | Matra         | 1        |
| =    | RBPT          | 1        |

### Pole position per pilota
| Pos. | Pilota             | Pole |
| ---- | ------------------ | ---- |
| 1    | Michael Schumacher | 6    |
| =    | Lewis Hamilton     | 6    |
| 3    | Sebastian Vettel   | 5    |
| 4    | Nelson Piquet      | 3    |
| =    | Ayrton Senna       | 3    |
| 6    | Jackie Stewart     | 2    |
| =    | Alain Prost        | 2    |
| =    | Ralf Schumacher    | 2    |
| =    | Max Verstappen     | 2    |
| =    | George Russell     | 2    |

### Pole position per costruttore
| Pos. | Costruttore | Pole |
| ---- | ----------- | ---- |
| 1    | McLaren     | 11   |
| 2    | Williams    | 8    |
| =    | Ferrari     | 8    |
| 4    | Mercedes    | 6    |
| 5    | Lotus       | 5    |
| =    | Brabham     | 5    |
| =    | Red Bull    | 5    |
| 8    | Tyrrell     | 2    |
| =    | Benetton    | 2    |
| 10   | BAR         | 1    |
| =    | Renault     | 1    |

### Pole position per motore
| Pos. | Motore        | Pole |
| ---- | ------------- | ---- |
| 1    | Ford Cosworth | 14   |
| 2    | Mercedes      | 10   |
| 3    | Renault       | 9    |
| 4    | Ferrari       | 8    |
| 5    | Honda         | 6    |
| 6    | BMW           | 4    |
| 7    | Repco         | 1    |
| =    | RBPT          | 1    |
| =    | Honda RBPT    | 1    |

### Giri veloci per pilota
| Pos. | Pilota             | GPV |
| ---- | ------------------ | --- |
| 1    | Michael Schumacher | 4   |
| =    | Kimi Räikkönen     | 4   |
| 3    | Alan Jones         | 2   |
| =    | Didier Pironi      | 2   |
| =    | Nelson Piquet      | 2   |
| =    | Ayrton Senna       | 2   |
| =    | Gerhard Berger     | 2   |
| =    | Fernando Alonso    | 2   |
| =    | Lewis Hamilton     | 2   |

### Giri veloci per costruttore
| Pos. | Costruttore | GPV |
| ---- | ----------- | --- |
| 1    | McLaren     | 11  |
| 2    | Ferrari     | 10  |
| 3    | Williams    | 8   |
| 4    | Lotus       | 5   |
| =    | Mercedes    | 5   |
| 6    | Red Bull    | 4   |
| 7    | Tyrrell     | 3   |
| =    | Benetton    | 3   |
| 9    | Brabham     | 2   |
| =    | Renault     | 2   |

### Giri veloci per motore
| Pos. | Motore        | GPV |
| ---- | ------------- | --- |
| 1    | Ford Cosworth | 15  |
| 2    | Mercedes      | 12  |
| =    | Ferrari       | 10  |
| 4    | Renault       | 8   |
| 5    | Honda         | 4   |
| 6    | BMW           | 3   |
| 7    | TAG Heuer     | 1   |
| =    | Honda RBPT    | 1   |

### Podi per pilota
| Pos. | Pilota               | Podi |
| ---- | -------------------- | ---- |
| 1    | Michael Schumacher   | 12   |
| 2    | Lewis Hamilton       | 10   |
| 3    | Sebastian Vettel     | 6    |
| 4    | Nelson Piquet        | 5    |
| =    | Alain Prost          | 5    |
| =    | Jean Alesi           | 5    |
| =    | Rubens Barrichello   | 5    |
| =    | Max Verstappen       | 5    |
| 9    | Giancarlo Fisichella | 4    |
| =    | Fernando Alonso      | 4    |
| =    | Valtteri Bottas      | 4    |

### Podi per costruttore
| Pos. | Costruttore | Podi |
| ---- | ----------- | ---- |
| 1    | Ferrari     | 37   |
| 2    | McLaren     | 30   |
| 3    | Williams    | 20   |
| 6    | Mercedes    | 14   |
| 5    | Red Bull    | 12   |
| 6    | Benetton    | 11   |
| 7    | Brabham     | 7    |
| 8    | Lotus       | 5    |
| =    | Tyrrell     | 5    |
| 10   | Jordan      | 3    |
| =    | BMW Sauber  | 3    |

### Podi per motore
| Pos. | Motore        | Podi |
| ---- | ------------- | ---- |
| 1    | Ford Cosworth | 39   |
| 2    | Ferrari       | 38   |
| 3    | Mercedes      | 28   |
| 4    | Renault       | 19   |
| 5    | BMW           | 8    |
| =    | Honda         | 8    |
| 7    | TAG Porsche   | 4    |
| 8    | Peugeot       | 3    |
| =    | Playlife      | 3    |
| =    | Honda RBPT    | 3    |
| 11   | Repco         | 2    |
| =    | TAG Heuer     | 2    |

### Punti per pilota
| Pos. | Pilota             | Punti |
| ---- | ------------------ | ----- |
| 1    | Lewis Hamilton     | 236   |
| 2    | Sebastian Vettel   | 166   |
| 3    | Max Verstappen     | 130   |
| 4    | Michael Schumacher | 118   |
| 5    | Fernando Alonso    | 102   |
| 6    | Valtteri Bottas    | 92    |
| 7    | Kimi Räikkönen     | 74    |
| 8    | Nico Rosberg       | 72    |
| 9    | Daniel Ricciardo   | 70    |
| 10   | Jenson Button      | 61    |

### Punti per costruttore
| Pos. | Costruttore | Punti |
| ---- | ----------- | ----- |
| 1    | Ferrari     | 509   |
| 2    | Mercedes    | 368   |
| 3    | McLaren     | 360   |
| 4    | Red Bull    | 338   |
| 5    | Williams    | 201   |
| 6    | Renault     | 78    |
| 7    | Lotus       | 76    |
| 8    | Benetton    | 74    |
| 9    | Brabham     | 60    |
| 10   | Tyrrell     | 51    |

### Punti per motore
| Pos. | Motore        | Punti |
| ---- | ------------- | ----- |
| 1    | Mercedes      | 734   |
| 2    | Ferrari       | 572   |
| 3    | Renault       | 366   |
| 4    | Ford Cosworth | 334   |
| 5    | Honda         | 91    |
| 6    | Honda RBPT    | 81    |
| 7    | BMW           | 74    |
| 8    | TAG Heuer     | 60    |
| 9    | RBPT          | 25    |
| 10   | TAG Porsche   | 23    |